# 南皮拉伊
南皮拉伊是巴西巴拉那州的一个市镇。总面积1403.1平方公里，总人口23424人，人口密度16.7人/平方公里。